# 채널 터널
채널 터널(Channel Tunnel; 프랑스어: Le tunnel sous la Manche 라 망슈 해협 터널[*])은 영국과 프랑스를 연결하는 해저 터널이다. Channel Tunnel을 합성하여 Chunnel이라고 불리기도 했다. 유로터널로도 불리기도 하지만 유로터널은 터널을 건설하고 관리하는 민간회사 이름이다. 유로터널사는 1987년부터 55년간 이 터널의 관리를 위임 받았고 2042년 양국 정부에 소유권을 넘겨주게 된다.
영국 해협의 가장 좁은 부분인 도버 해협의 지하를 통해 영국의 포크스턴(Folkestone)과 프랑스의 칼레(Calais)를 연결하며 총 3개의 터널로 이루어져 있다.
테제베(TGV)에 기초한 초특급열차 유로스타가 이 터널을 통해 영국의 런던과 프랑스의 파리를 최단 2시간 15분에 잇는다.

## 역사
1869년 해저 터널 위원회가 발족하여, 1878년 굴착을 시작했으나 곧 중지되었다. 100여 년 후인 1986년 영국·프랑스 양국 정부에 의해 사업인가를 받고 그해 5월 착공했다. 1990년 터널을 관통하고 1994년 5월 6일 완공되었다. 1996년 11월 18일 이 터널 내에서 화재가 일어났으나 이듬해 5월 15일 전면복구되었다.

## 제원
| 착공       | 해저공사완료    | 개통           | 총 길이 km | 해저구간 km                       | 해저깊이     | 최저지점 | 건설비용          | 공사인원 명 |
| ---------- | --------------- | -------------- | ---------- | --------------------------------- | ------------ | -------- | ----------------- | ----------- |
| 1986년 5월 | 1990년 12월 1일 | 1994년 5월 6일 | 50.45      | 37.9 해저구간 세계 최고 길이 터널 | 평균수심 45m | 해발-75  | 150억 달러 18조원 | 15,000      |

## 같이 보기
- 세이칸 터널